# 拉莱谢尔
拉莱谢尔（法語：La Léchère，法語發音：[la leʃɛʁ]）是法国萨瓦省的一个市镇，属于阿尔贝维尔区。

## 历史
拉莱谢尔于1972年由原市镇塞利耶（Celliers）、杜西（Doucy）、皮西（Pussy）、布里扬松圣母村（Notre-Dame-de-Briançon）、小克尔（Petit-Cœur）和纳沃（Nâves）合并而成，行政中心位于布里扬松圣母村。2019年，市镇博讷瓦勒（Bonneval）和伊泽尔河畔费松（Feissons-sur-Isère）并入拉莱谢尔。

## 地理
拉莱谢尔（45°31'59"N, 6°28'27"E）面积134.54 平方千米，位于法国奥弗涅-罗讷-阿尔卑斯大区萨瓦省，该省份为法国东部省份，历史上为薩伏依的一部分，北起上萨瓦省，西接伊泽尔省和安省，南部和东部与上阿尔卑斯省和意大利接壤。
与拉莱谢尔接壤的市镇（或旧市镇、城区）包括：瑟万、博福尔、艾姆拉普拉涅、大艾格布朗什、莱萨旺谢-瓦尔莫雷勒、圣弗朗索瓦-隆尚、埃皮埃尔、阿让蒂讷、蒙萨佩。
拉莱谢尔的时区为UTC+01:00、UTC+02:00（夏令时）。

拉莱谢尔的卫星地图

## 行政
拉莱谢尔的邮政编码为73260，INSEE市镇编码为73187。

## 政治
拉莱谢尔所属的省级选区为穆捷县。

## 人口

1962-2008年间拉莱谢尔人口变化图示

拉莱谢尔于2022年1月1日时的人口数量为2536人。